# Себастьян Аріель Ромеро
Себастьян Аріель Ромеро (ісп. Sebastián Ariel Romero, нар. 27 квітня 1978, Беріссо) — аргентинський футболіст, що грав на позиції нападника.

## Клубна кар'єра
Народився 27 квітня 1978 року в місті Беріссо. Вихованець футбольної школи клубу «Хімнасія і Есгріма» (Ла-Плата). Дорослу футбольну кар'єру розпочав 1996 року в основній команді того ж клубу, в якій провів три сезони, взявши участь у 79 матчах чемпіонату.
1999 року Ромеро перейшов у іспанський «Реал Бетіс», де у сезоні 1999/00 зіграв 23 матчі у Прімері, втім клуб зайняв 18 місце і понизився у класі. Провівши ще пів року у другому дивізіоні, в січні 2001 року аргентинець перейшов до французької «Тулузи», де до кінця сезону провів лише 7 ігор у Лізі 1, забивши один гол у матчі проти «Бастії».
У сезоні 2001/02 Ромеро виступав за «Кордову» в іспанській Сегунді, після чого повернувся на батьківщину і став гравцем «Расинга» (Авельянеда). Відіграв за команду з Авельянеди наступні чотири сезони своєї ігрової кар'єри. Більшість часу, проведеного у складі «Расинга», був основним гравцем атакувальної ланки команди, зігравши 116 ігор у чемпіонаті і деякий час навіть був капітаном.
Протягом 2006—2008 років Себастьян захищав кольори грецького «Панатінаїкоса», після чого остаточно повернувся до Аргентини і грав за місцеві клуби «Хімнасія і Есгріма» (Ла-Плата), «Банфілд» та «Кільмес». Завершив професійну ігрову кар'єру у клубі «Кільмес» у 2019 році.

## Виступи за збірну
1997 року залучався до складу молодіжної збірної Аргентини, разом з якою брав участь у молодіжному чемпіонаті світу 1997 року в Малайзії, де зіграв три матчі і здобув золоті нагороди.
9 березня 2005 року провів свій єдиний матч у складі національної збірної Аргентини під час товариської гри проти Мексики (1:1) 9 березня 2005 року в Лос-Анджелесі, замінивши Роландо Сарате на 74-й хвилині.

## Титули і досягнення
- Чемпіон світу (U-20): 1997